# カウボーイ & エイリアン (映画)
『カウボーイ & エイリアン』（原題: Cowboys & Aliens）は、2011年のアメリカ映画。2006年発売のグラフィックノベル『カウボーイ & エイリアン』の実写映画化作品である。

## あらすじ
1873年のニューメキシコ準州で、一人の男（ダニエル・クレイグ）が真昼の砂漠で目ざめる。男は記憶を失っており、右腹に深い傷を負っている。身につけているのはボロボロの下着と、左手にはめられた奇妙な金属製の腕輪のみである。近くには見知らぬ女性が写った小さな写真が落ちている。男は死に物狂いで腕輪を外そうとするが、どうしても外れない。そこに3人のならず者達が通りかかり、男が丸腰であるのを見て、追いはぎを行おうとするが、逆に男は瞬く間に3人のならず者達を殺傷し、彼らの衣服、武器、荷物そして馬を奪う。男は町に行き、ミーチャム牧師に傷の手当てを受ける。男の目の前で、パーシー・ダラーハイドがもめ事を起こして保安官捕にけがをさせて逮捕される。ジョン・タガート保安官は男がお尋ね者のジェイク・ロネガンであることに気づいて逮捕しようとし、その場にいた女性エラ・スウェンソンの介入でジェイクは逮捕される。タガートはジェイクとパーシーを、裁判のためにサンタ・フェに移送する。
パーシーの父で裕福な育牛業者のウッドロー・ダラーハイド大佐が来て息子の解放と、自分の金貨を盗んだジェイクを求める。そこにエイリアンの船団が降下して来て、パーシー、タガートら町民を触手のようなもので捕らえる。ジェイクの腕輪が作動して武器に変化する。ジェイクが宇宙船を一隻撃墜して、襲撃は終わる。
ウッドローは撃墜された船から逃げたエイリアンを追う追跡隊を組織する。ジェイクは無人の小屋に行き、金貨を持ち帰ったところでアリスという女とともにエイリアンにさらわれたことを思いだす。記憶が戻り始めたジェイクはウッドローの捜索隊に加わる。隊はエイリアンに遠くの川から運ばれた蒸気船を見つけ、船内で夜を過ごす。夜、エイリアンが襲い、タガートの孫エメットを守ろうとしたミーチャム牧師が殺される。
朝までに、捜索隊の大部分は逃亡している。ジェイクの下のギャング仲間が隊の残りを襲う。ジェイクに金貨を持ち逃げされた仲間はジェイクに従わない。エイリアンが再び襲って来てエラをさらう。ジェイクは船に飛び乗り、船を川に落とす。エイリアンがエラに重傷を負わせるが、ジェイクの腕輪の兵器で殺される。
アパッチが隊の生き残りを捕らえ、エラの死体を炎に投げ込む。エラは炎から復活し、自分はエイリアンに故郷を滅ぼされた別の宇宙人種族だと語る。エイリアンは金を求め、さらった人間を実験して弱みを調べると言う。以前の襲撃は偵察に過ぎず、ジェイクがエイリアンの所在を知ると言い、人類が絶滅させられる前にエイリアンを倒さなければならないと言う。アパッチの薬の助けでジェイクは記憶を取り戻す。アリスが生体解剖されて殺され、自分が腕輪を盗んで逃げたこと、そしてエイリアンの母船が着陸し金を採掘する場所を思い出す。
ジェイクは昔のギャング仲間を説得してエイリアン襲撃に参加させる。ウッドローの作戦でエイリアンを母船からおびき出し陸上で戦う。ジェイクとエラは母船に乗り込み、さらわれた人々を救出する。ジェイクは捕らえられるがウッドローに救出される。エイリアンの母船は離陸する。船に残ったエラは、ジェイクの腕輪をコアで爆発させて船を破壊する。
エイリアンは去り、お尋ね者のジェイクは町を出る。保安官とウッドローはジェイクが死んだことにする。

## キャスト
| 役名                         | 俳優                 | 日本語吹替   |
| ---------------------------- | -------------------- | ------------ |
| ジェイク・ロネガン           | ダニエル・クレイグ   | 小杉十郎太   |
| ウッドロー・ダラーハイド大佐 | ハリソン・フォード   | 磯部勉       |
| エラ・スウェンソン           | オリヴィア・ワイルド | 小松由佳     |
| ドク                         | サム・ロックウェル   | 家中宏       |
| ナット・コロラド             | アダム・ビーチ       | 遠藤純一     |
| パーシー・ダラーハイド       | ポール・ダノ         | 平川大輔     |
| エメット・タガート           | ノア・リンガー       | 小林翼       |
| ジョン・タガート保安官       | キース・キャラダイン | 小島敏彦     |
| ミーチャム牧師               | クランシー・ブラウン | 菅生隆之     |
| ロイ・マーフィ               | トビー・ハス         | 金谷ヒデユキ |
| エド                         | ギャビン・グラザー   | 池田ヒトシ   |
| リトル・ミッキー             | ワイアット・ラッセル | 遠藤純一     |
| パット・ドーラン             | デヴィッド・オハラ   | 浦山迅       |
| ブロンク                     | フリオ・セディーヨ   | 真田五郎     |

- その他の日本語吹き替え：鳥居しのぶ／行成とあ／中西としはる／真矢野靖人／佳月大人／鏡優雅

## 製作

### 企画とキャスティング
『カウボーイ & エイリアン』はジョン・ファヴローが監督し、スコット・ミッチェル・ローゼンバーグによる同名のコミックに基づいている。プロジェクトは1997年にユニバーサル・ピクチャーズとドリームワークスがマリブ・コミックスの社長であったローゼンバーグのコンセプトの映画化権を買い取ったことから始まった。脚本家及び監督として、『ナッティ・プロフェッサー2 クランプ家の面々』を終える計画であったスティーヴ・オーデカークが雇われた。またローゼンバーグは『カウボーイ & エイリアン』やその他のマリブ・コミックス作品を映画化、テレビ番組化するためにプラチナム・スタジオズを立ち上げ、本作にはプロデューサーとして参加することとなった。1998年までにはオーデカークは『秘密兵器リンペット』をジム・キャリーと共にリメイクするために本プロジェクトから離脱した。2004年までにはコロンビア ピクチャーズが映画化権を買い取ったが、同社は企画を始動させなかった。
2006年、ローゼンバーグは『カウボーイ & エイリアン』をグラフィック・ノベルとして出版し、その翌年にはユニバーサルとドリームワークスが映画化に再着手した。2008年6月、ロバート・ダウニーJrを元北軍銃兵役で出演させるための交渉に入った。ダウニー・Jrは『アイアンマン2』を製作している際、監督のジョン・ファヴローに『カウボーイ & エイリアン』の話を持ちかけた。ファブローはプロジェクトに興味を持ち、そして2009年9月に監督として参加した。2010年1月、ダウニー・Jrは『シャーロック・ホームズ シャドウ ゲーム』への出演のために本作を降板し、代わりにダニエル・クレイグが主演することが決まった。ファヴローはジェームズ・ボンドとしてのクレイグの演技が「特別な妙技を持っている」と述べた。また彼は、クレイグを「彼はこのジェイソン・ボーンタイプであるが、その一方で人間味と弱さがある」と説明した。
2010年4月、クレイグの競演にハリソン・フォードが決定した。ファヴローはキャラクターにはややコメディチックな要素があるアクションアドベンチャーの役に最適な俳優だったのでクレイグとフォードをキャスティングした。監督は俳優とその役を「歴史の感覚」を持つとして特にフォードとジョン・ウェインを比較した。『カウボーイ & エイリアン』以前にフォードの唯一の西部劇映画は1979年の『フリスコ・キッド』のみであった。
オリヴィア・ワイルドが主役の一人として抜擢され、そしてファヴローはワイルドのキャラクターが映画のカギだと発言した。また、サム・ロックウェルは助演のドク役にキャスティングされた。そのキャラクターは元のスクリプトでは豪放なメキシコ人と設定されていたが、ファヴローと脚本家がロックウェルの映画に対する関心について知ると、彼らはそれを再創造して役割を拡大させた。ファヴローは自分の映画に出演することで知られるが、『カウボーイ & エイリアン』でそれをやると映画のトーンに影響を及ぼすと考え、今回はカメオ出演をしないことにした。
エグゼクティブプロデューサーの一人であるスティーヴン・スピルバーグはスクリプトとアートワークを見るために監督と脚本家たちを訪ねた。彼はファヴローにクラシック西部劇映画を提供した。またスピルバーグは、数作の西部劇映画の私上映会に監督と脚本家を招待し、適切なものの作り方のライブ解説をした。その映画は『駅馬車』、『荒野の決闘』、『砂塵』である。

### 脚本執筆
映画は10年のあいだにいくつかのスタジオの下でプロジェクトが開発され、オーデカークをはじめとする複数の脚本家が異なる脚本を執筆した。ほかの脚本家はデヴィッド・ヘイター、トーマス・ディーン・ドネリー、ジョシュア・オッペンハイマー、ジェフリー・ボーム、トンプソン・エヴァンス、クリス・ホーティである。ユニバーサルとドリームワークスが再度手を組んだ2007年、ホーク・オストビーとマーク・ファーガスが雇われた。2009年、オストビーとファーガスの後任にアレックス・カーツマン、ロベルト・オーチー、デイモン・リンデロフが選ばれた。カーツマンとオーチは『捜索者』などのアメリカの西部劇映画を鑑賞し、研究した。オーチは、「最初の草稿は多彩なジョークがあり愉快で大雑把で、そして次稿では非常にシリアスになった。あなたはSF映画と西部劇映画が自然に交わるポイントを見つけるまで、両極端とトーンの間で少し揺れ動きます。」と述べた。

### 撮影
主要撮影は2010年6月30日にニューメキシコ州アルバカーキで始まった。ロケ地の一つとして、『ミッシング』、『3時10分、決断のとき』、『シティ・スリッカーズ』、『ヤングガン』、『ローン・レンジャー』などの西部劇映画で「The White Place」として知られるブラザ・ブランカで撮影された。撮影は9月30日に完了した。
クレイグ演じるキャラクターが馬から宇宙船に飛び移る場面は、アメリカの西部劇映画で多く見られるカウボーイが列車に飛び移る場面を参考にして撮られた。ファヴローは場面が1981年の映画『レイダース/失われたアーク《聖櫃》』のトラック追う場面を参照してると述べ、さらに同様の場面が1939年の映画『駅馬車』にも存在したことに注意し、「私たちは絶えずルーツを遡って参照している」と発言した。

### デザインと効果
オーチとカーツマンが製作した『スター・トレック』での仕事に基づき、スコット・チェンブリスが美術監督として雇われた。視覚効果はインダストリアル・ライト&マジックが作り上げ、ロジャー・ガイエットが視覚効果スーパーバイザーを務めた。
本作は3Dでは公開されない。ドリームワークスが3D化を持ちかけたが、ファヴローは西部劇はフィルムだけで撮るべきであると述べ、興味を持たなかった。「それは白黒で撮影し、着色するようなものだろう」と彼は結論付けた。

## 公開
2011年7月23日にサンディエゴのコミコン・インターナショナルで初公開された。7月29日にはアメリカ合衆国とカナダの映画館で一般公開された。ファヴロー監督の作品がIMAXで公開されるのは『アイアンマン2』に続いて2度目である。

### 興行収入
公開初日となる2011年7月29日金曜日の興行収入は約1308万ドルであり、約1326万ドルの『スマーフ』に次いで2位であった。週末3日間の興行収入は3643万ドルであり、3561万ドルの『スマーフ』を抑えて1位であった。

### 批評家の反応
批評家の反応は賛否様々で、Rotten Tomatoesでの支持率は177個のレビューで45%、Metacriticのスコアは50となった。CinemaScoreの調査による平均評定はBであった。